# SWD Powervolleys Düren
Die SWD Powervolleys Düren sind eine Volleyball-Männermannschaft des Dürener Turnvereins, die in der Bundesliga spielt. Von 2001 bis Mai 2014 trat sie unter dem Namen evivo Düren an. Der nordrhein-westfälische Verein wurde dreimal deutscher Vizemeister und erreichte außerdem fünfmal das Endspiel des DVV-Pokals. Zudem vertraten die Dürener Deutschland international in der Champions League.

## Team

### Spieler und Trainer
Der Kader für die Saison 2025/26 besteht aus folgenden Spielern.
| Name              | Nr. | Nation               | Größe  | Geburtsdatum  | Position | im Verein seit | Vertrag bis |
| ----------------- | --- | -------------------- | ------ | ------------- | -------- | -------------- | ----------- |
| Robin Baghdady    | 8   | Schweiz/ Deutschland | 2,05 m | 22. März 1999 | AA       | 2023           | 2026        |
| Joris Berkhout    | 3   | Niederlande          | 1,98 m | 2. Okt. 1999  | Z        | 2025           | 2026        |
| Jordan Canham     | 7   | Kanada               | 1,97 m | 4. Juli 2000  | D        | 2025           | 2026        |
| Troy Gooch        | 6   | Vereinigte Staaten   | 1,82 m | 3. Okt. 2000  | L        | 2025           | 2026        |
| Zac Hutcheson     | 15  | Kanada               | 1,93 m | 17. Sep. 1997 | AA       | 2025           | 2026        |
| Siebe Korenblek   | 12  | Niederlande          | 2,15 m | 22. März 2002 | MB       | 2023           | 2026        |
| Philipp Lauter    | 17  | Deutschland          | 2,00 m | 31. Juli 2001 | MB       | 2025           | 2026        |
| Kyle Paulson      | 1   | Vereinigte Staaten   | 2,02 m | 30. Apr. 2002 | MB       | 2025           | 2026        |
| Gregor Pernuš     | 4   | Slowenien            | 1,98 m | 16. Juli 1999 | Z        | 2024           | 2026        |
| Ryan Poole        | 19  | Irland               | 1,98 m | 31. Dez. 2000 | AA       | 2025           | 2026        |
| Sjors Tijhuis     | 5   | Niederlande          | 1,98 m | 31. Dez. 2000 | D        | 2025           | 2026        |
| Petteri Tyynismaa | 10  | Finnland             | 2,03 m | 5. Aug. 2003  | MB       | 2025           | 2026        |
| Nico Wegner       | 2   | Deutschland          | 2,04 m | 15. Mai 1995  | AA       | 2023           | 2026        |

Positionen: AA = Annahme/Außen, D = Diagonal, L = Libero, MB = Mittelblock, Z = Zuspiel, U = Universal
| Neuzugänge 2025   | Neuzugänge 2025                      | Abgänge 2025       | Abgänge 2025                   |
| Spieler           | bisheriger Verein                    | Spieler            | neuer Verein                   |
| ----------------- | ------------------------------------ | ------------------ | ------------------------------ |
| Joris Berkhout    | VC Limax Linne                       | Michael Andrei     | Karriereende                   |
| Jordan Canham     | Saint-Nazaire Volley-Ball Atlantique | Nils Becker        | TuS Mondorf                    |
| Troy Gooch        | Hurrikaani Loimaa                    | Lennart Bevers     | Karriereende                   |
| Zac Hutcheson     | Tourcoing Lille Métropole            | François Huetz     | Paris Volley                   |
| Philipp Lauter    | Brandon University                   | Alex Knight        | unbekannt                      |
| Kyle Paulson      | Hypo Tirol Innsbruck                 | Matthew Neaves     | VC Nagano                      |
| Ryan Poole        | Caruur Volley Gent                   | Shōhei Nose        | Karriereende                   |
| Sjors Tijhuis     | Dynamo Apeldoorn                     | Tomi Saarinen      | Barock Volleys MTV Ludwigsburg |
| Petteri Tyynismaa | Akaa Volley                          | Imanol Salazar     | unbekannt                      |
|                   |                                      | Robbe Van de Velde | Lindemans Aalst                |
|                   |                                      | James Vincett      | unbekannt                      |

Cheftrainer ist seit 2024 der Belgier Christophe Achten.

### Team hinter dem Team
Der ehemalige Spieler Goswin Caro fungiert als sportlicher Leiter der Bundesliga-Mannschaft.
Für die medizinische Betreuung sind Dr. Jörn Hillekamp, der Chefarzt des St. Augustinus-Krankenhaus, die weiteren Ärzte Stefan Lukowsky, Manuela Schulz und Mike Melchert zuständig. Hinzu kommen die Physiotherapeuten Jonas Runge und Oliver Francke.

## Geschichte

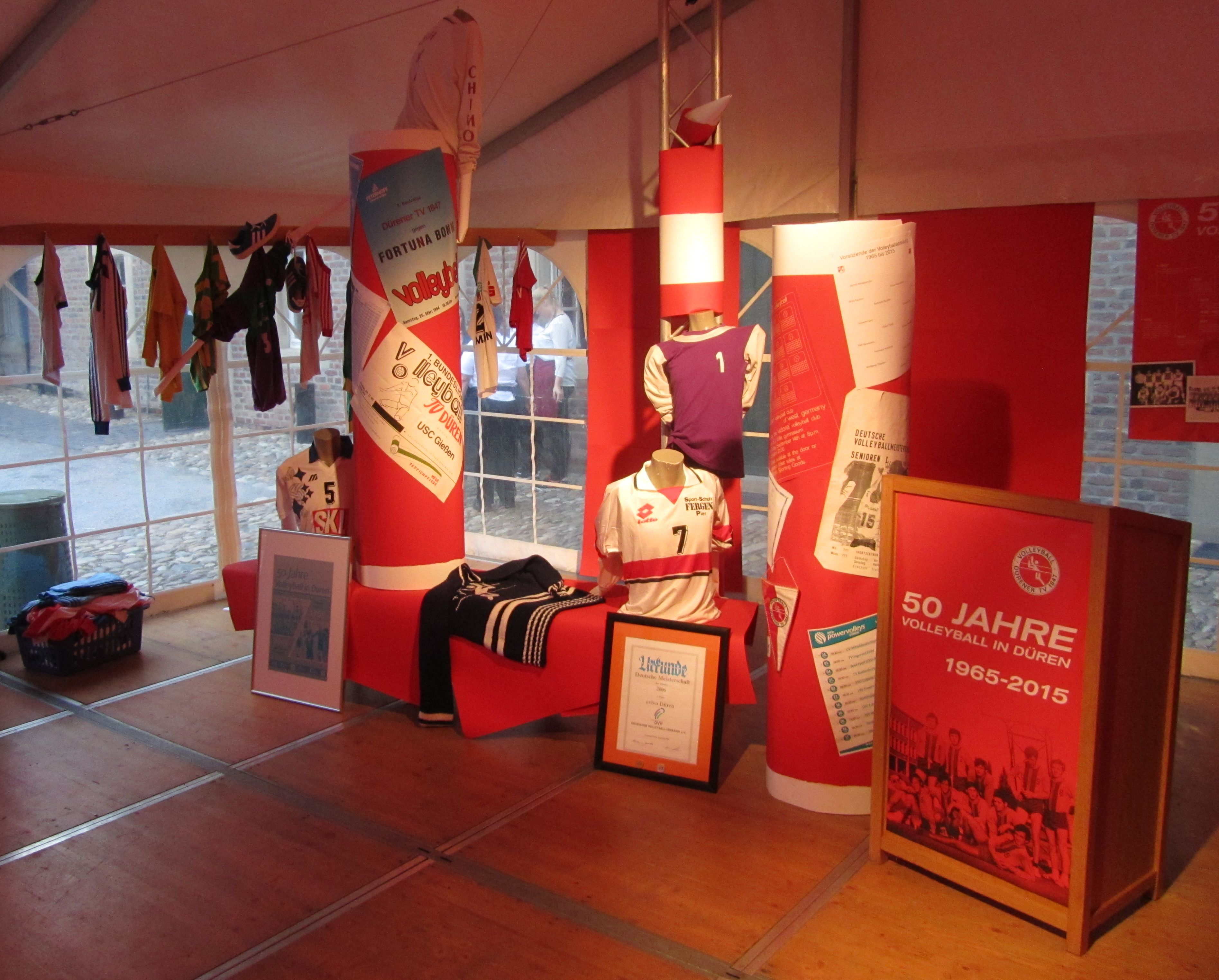
Alte Trikots und Plakate, ausgestellt bei der Jubiläumsfeier „50 Jahre Volleyball in Düren“

### 1965–1980 – Von der Gründung bis zur Zweiten Liga

Logo des Stammvereins Dürener TV

Die Geschichte des Dürener Volleyballs begann 1965 mit einer Schul-AG am Naturwissenschaftlichen Gymnasium (heutiges Wirteltor-Gymnasium). Volleyballer aus der Gruppe des Lehrers Bernd Malzbender gründeten damals die Volleyball-Abteilung beim Dürener Turnverein 1847. Zu dieser Gruppe gehörten u. a. der heutige sportliche Leiter Goswin Caro und Josef Kaulen, der heute in der Geschäftsstelle arbeitet. Mit dem Einstieg der Firma Peterhoff begann 1970 die wirtschaftliche Entwicklung. Das Unternehmen wurde zum Hauptsponsor, während der heutige Chef Erich Peterhoff junior und sein Bruder Andreas auch als Spieler für Düren aktiv waren. 1972 kamen Volleyballer der University of Calgary, die „Dinos“, zu einem Trainingsspiel nach Düren. Ein Jahr später erfolgte der Gegenbesuch in Kanada. Daraus entstand eine bis heute anhaltende Freundschaft, die mehrere kanadische Trainer und Spieler nach Düren brachte. Wenige Wochen nach der Reise schaffte der DTV erstmals den Aufstieg in die Zweite Bundesliga. Das entscheidende Spiel gewann die Mannschaft mit Trainer Jean Janssens vor 1200 Zuschauern in der Halle der Kaufmännischen Schulen.

### 1980–1996 – Zwischen Erster und Zweiter Liga
1980 stieg Düren zum ersten Mal in die Erste Bundesliga auf. Der Niederländer Leo Richardson spielte als erster Ausländer beim DTV. Trotz eines Sieges am letzten Spieltag verpasste die Mannschaft den Klassenerhalt. In den folgenden Jahren schafften die Dürener um Zuspieler Hans-Jörg Feltes noch mehrmals den Aufstieg. In der Saison 1992/93 unterlagen sie in der Relegation. 1994/95 erreichten sie zwar den vierten Platz im DVV-Pokal, aber in der Bundesliga mussten sie als Neunter nach der Hauptrunde wieder absteigen. Ein Jahr später gelang die sofortige Rückkehr in die erste Liga.

### 1996–1999 – Professionalisierung und erste Erfolge
1996 verpflichtete der Dürener TV Michael Mücke als neuen Trainer. Zugleich wurde das Personal erweitert und die Geschäftsstelle modernisiert, um den Verein professioneller zu organisieren. Außerdem wurde am 20. August 1996 auf Initiative von Helmut Schmitz und Hermann Notthoff der Fanclub „Moskitos“ gegründet. Spieler wie Jörg Ahmann, der erste deutsche Olympia-Medaillengewinner im Beachvolleyball, der aus Kasachstan stammende Franz Zacharias und Rüdiger Bauer prägten diese Zeit. Für besondere Aufmerksamkeit in den Medien sorgte der DTV als Gastgeber des Final-Four-Turnier im DVV-Pokal, das am 25./26. Januar 1997 in Birkesdorf ausgetragen wurde. Die Gastgeber belegten den vierten Platz. In der Bundesliga gelang ihnen mit zwei Siegen in der Relegation gegen den TV Biedenkopf und den USC Münster erstmals der Klassenerhalt. In den nächsten beiden Spielzeiten war der DTV ebenfalls in der Relegation erfolgreich und etablierte sich damit in der Bundesliga. Nach der Saison 1998/99 verkündete Michael Mücke seinen Abschied und wechselte nach Wuppertal.

### 1999–2004 – Pokalendspiele und Europapokal
Die Dürener nutzten nun ihre in den 1970er Jahren entstandenen Kontakte nach Kanada. Mit Frank Enns, Keith Hansen und Brian Gavlas arbeiteten in den folgenden drei Jahren jeweils kanadische Trainer beim Bundesligisten. In der Saison 1999/2000 qualifizierte sich Düren erstmals für die Playoffs der Bundesliga. Dies ist dem Verein seitdem jedes Jahr gelungen. Beim ersten Mal erreichte der DTV dabei gleich das Spiel um den dritten Platz, das gegen Wuppertal verloren ging. In der folgenden Saison 2000/01 durfte die Mannschaft erstmals im Europapokal starten. In der ersten Runde des CEV-Pokals verlor sie mit 2:3 und 1:3 gegen Innsbruck. Erfolgreicher war sie im DVV-Pokal, als sie erst im Finale dem Gastgeber VfB Friedrichshafen mit 1:3 unterlag. Die Bundesliga-Saison schloss Düren nach einer Niederlage im Spiel um den dritten Platz gegen den SCC Berlin erneut als Vierter ab. 2001 wurde die Mannschaft nach einem Energieprodukt des Hauptsponsors Stadtwerke Düren in evivo Düren umbenannt. Im CEV-Pokal 2001/02 nahm sie an einem Vorrundenturnier in Montpellier teil. Dort schaffte sie nach Niederlagen gegen die Gastgeber (0:3) und Gran Canaria (1:3) einen 3:1-Sieg gegen den portugiesischen Teilnehmer Funchal. Im DVV-Pokal erreichte evivo zum zweiten Mal in Folge das Finale gegen Friedrichshafen, das diesmal in Riesa ausgetragen wurde und wieder mit einem Sieg des VfB endete. 2002 kam Bernd Werscheck, der zuvor bereits als Co-Trainer in Düren gearbeitet hatte, als Cheftrainer zu evivo. In der Saison 2002/03 musste sich seine Mannschaft sowohl im Playoff-Viertelfinale als auch im Pokal-Achtelfinale dem Ligakonkurrenten aus Wuppertal geschlagen geben. Ein Jahr später gelang den Dürenern in den Playoff-Spielen um den dritten Platz die Revanche.

### 2004–2008 – Vizemeister und Champions League
2004 zogen die Dürener Volleyballer vom Burgau-Gymnasium in die neu errichtete Arena Kreis Düren um. Seitdem können rund 2500 Zuschauer die Heimspiele verfolgen. Im November 2004 war evivo Gastgeber des Vorrundenturniers im CEV-Pokal. Die Dürener konnten sich mit Siegen gegen den TSV Hartberg (Österreich) und Brčko (Bosnien) trotz einer Niederlage gegen Rivijera Budva (Serbien und Montenegro) durchsetzen und erreichten das Achtelfinale gegen Tourcoing Lille Métropole, in dem sie mit einem 3:2 und 0:3 unterlagen. Im Playoff-Halbfinale der Bundesliga setzte sich evivo nach einem 3:0-Sieg in Berlin auch vor heimischem Publikum mit 3:2 gegen den Titelverteidiger durch und qualifizierte sich somit erstmals für das Playoff-Finale, das Düren nach drei Niederlagen gegen Friedrichshafen als deutscher Vizemeister beendete.
Als Vizemeister nahmen die Dürener in der Saison 2005/06 erstmals an der Champions League teil. Im ersten Spiel fehlte dem Neuling beim Matchball im dritten Satz auswärts gegen Sisley Treviso nur ein Punkt zum Sieg. Gegen die hotVolleys Wien und Noliko Maaseik gab es anschließend jeweils einen Sieg und eine Niederlage für die Mannschaft um Sven Anton, Ilja Wiederschein und Till Lieber. Lediglich gegen AS Cannes gingen beide Partien verloren. Zum Abschluss gewann Düren in der Bonner Hardtberghalle mit 3:2 gegen Treviso. Heriberto Quero avancierte mit den 41 Punkten, die er in diesem Spiel erzielte, zum besten Angreifer der Champions-League-Vorrunde. Durch die Live-Übertragungen aller Spiele beim Pay-TV-Sender Premiere konnte der Verein außerdem seine mediale Präsenz verstärken. Im DVV-Pokal verpasste evivo mit einer Halbfinal-Niederlage gegen den Moerser SC das erstmals im Gerry-Weber-Stadion ausgetragene Endspiel. In der Bundesliga erreichten die Dürener hingegen erneut das Playoff-Finale, das sie erst nach fünf Spielen gegen Friedrichshafen verloren.

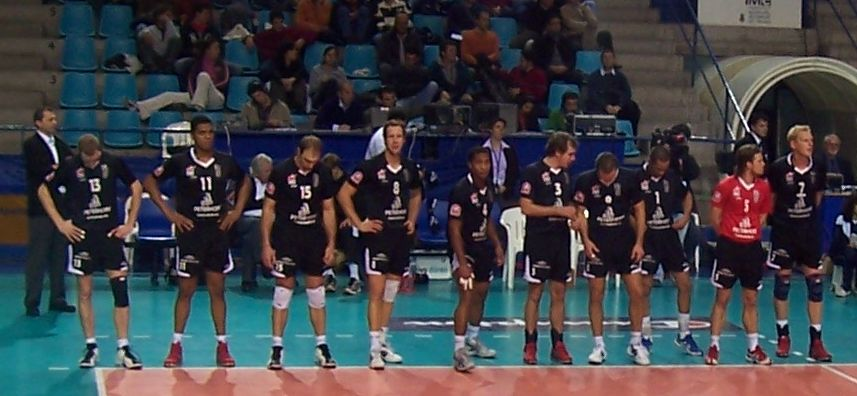
Evivo Düren vor dem Champions-League-Spiel auf Mallorca

2006/07 spielte Düren mit dem neuen Trainer Mirko Culic zum zweiten Mal in der Champions League. Dem deutschen Vizemeister gelangen zwei Siege gegen Innsbruck und ein Erfolg gegen OK Budućnost Podgorica (Montenegro), während die anderen Spiele gegen Tours VB, VK Lokomotiv-Belogorje und Portol Palma Mallorca verloren gingen. Im DVV-Pokal scheiterte evivo wieder an Moers scheiterte. Hingegen schaffte die Mannschaft in der Bundesliga zum dritten Mal in Folge den Einzug ins Playoff-Finale, indem sie sich wieder im Halbfinale gegen Berlin durchsetzte. Der neue Champions-League-Sieger Friedrichshafen gewann diesmal alle drei Spiele zu null.

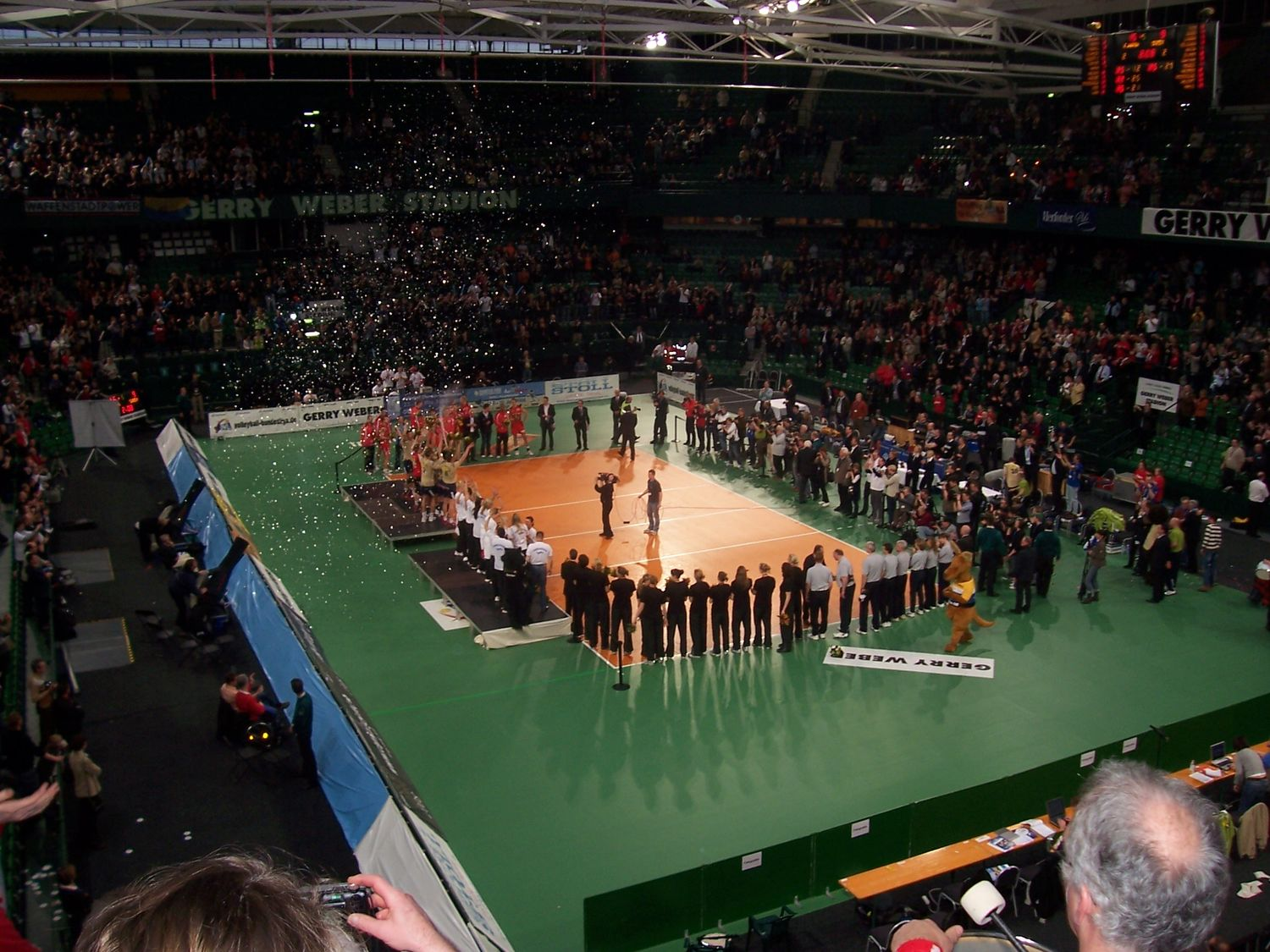
Siegerehrung beim DVV-Pokalfinale 2008

In der Saison 2007/08 verzichteten die Dürener wegen des großen finanziellen Aufwands auf die Champions League und traten deshalb im CEV-Pokal an. Nachdem sie dort in der ersten Runde gegen Wkret-Met Domex Częstochowa ausgeschieden waren, durften sie noch die dritte Runde im Challenge Cup spielen, in der es ebenfalls zwei Niederlagen gegen Beauvais Oise gab. Während die Bundesliga-Saison diesmal bereits im Viertelfinale gegen Generali Haching endete, war evivo im DVV-Pokal erfolgreicher. Düren qualifizierte sich für das Finale in Halle und unterlag Friedrichshafen im Tie-Break.

### Seit 2008 – Konsolidierung und neue Erfolge
Da der Verein durch die Teilnahmen an der Champions League und die damit verbundenen Verpflichtungen (Fernsehzeiten etc.) Schulden hatte, musste evivo in den folgenden Jahren sparsamer agieren. Der bisherige Spieler Sven Anton wurde Cheftrainer. Die Saison 2008/09 endete für Düren in der Bundesliga (gegen Berlin) und im DVV-Pokal (gegen Haching) jeweils im Viertelfinale. Ein Jahr später kam die Mannschaft ins Playoff-Halbfinale, in dem sie Haching unterlag. Die Süddeutschen waren auch der Gegner beim DVV-Pokalfinale. Im Endspiel konnten die Dürener einen 2:0-Vorsprung nicht nutzen und verpassten den ersten Titel der Vereinsgeschichte.
In der Saison 2010/11 spielten sie wieder im Europapokal. Im CEV-Pokal setzten sie sich in der ersten Runde gegen Topvolley Antwerpen und im Achtelfinale gegen Dinamo Bukarest jeweils nach einem 2:3 und 3:2 im Golden Set durch. Das Viertelfinale verloren sie mit 0:3 und 2:3 gegen Resovia Rzeszów. In den nationalen Wettbewerben war jeweils der VfB Friedrichshafen im Playoff-Halbfinale und DVV-Pokalviertelfinale zu stark für Düren. Im Challenge Cup 2011/12 unterlag Düren dem portugiesischen Verein Fonte Bastardo Azores in der ersten Runde. Ohne Satzgewinn beendete evivo das Playoff-Viertelfinale gegen Friedrichshafen und die gleiche Runde im DVV-Pokal gegen Moers. Trainer Söhnke Hinz musste den Verein daraufhin nach einer Saison wieder verlassen und Michael Mücke kehrte als sein Nachfolger zurück nach Düren.
In der Saison 2012/13 unterlag das Team um Kapitän Jaromir Zachrich mit dem neuen Diagonalangreifer Sebastian Gevert und dem kanadischen Libero Blair Bann im Playoff-Viertelfinale erneut dem VfB Friedrichshafen. Im Viertelfinale des DVV-Pokals besiegte Düren denselben Gegner hingegen mit 3:0, bevor im Halbfinale gegen Haching das Aus kam. Ein Jahr später endete die Saison für evivo jeweils im Viertelfinale der Bundesliga (gegen den TV Bühl) und des DVV-Pokals (gegen Friedrichshafen).

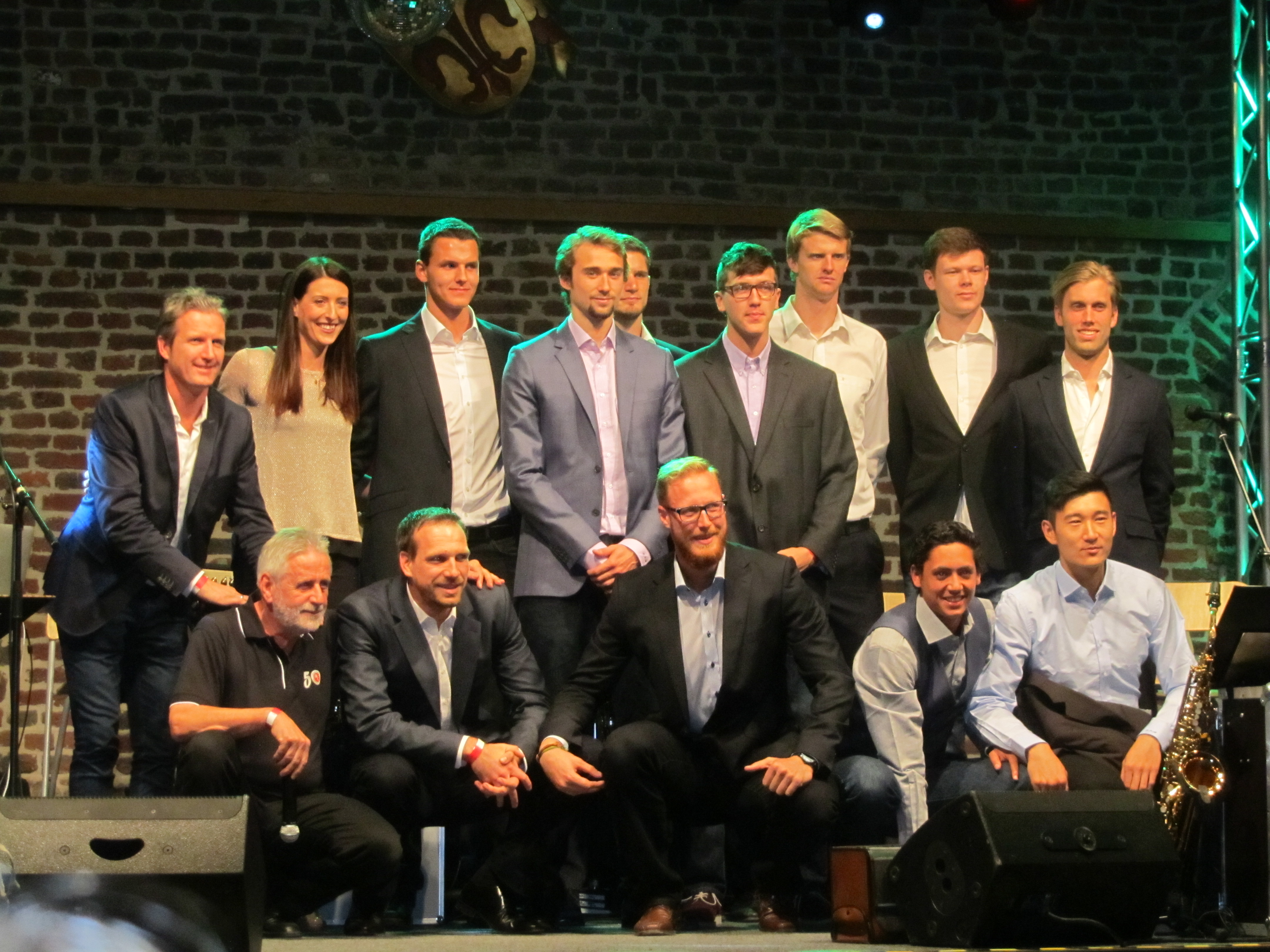
Das Team der Saison 2015/16
(Namen siehe Bildbeschreibung)

Im Sommer 2014 gab der Verein die Umbenennung in SWD Powervolleys Düren bekannt, die durch eine Neuausrichtung beim Hauptsponsor nötig wurde. In der Saison 2014/15 verlor die Mannschaft das Halbfinale des DVV-Pokals beim Aufsteiger SVG Lüneburg mit 2:3. In der Bundesliga erreichte sie das Halbfinale gegen den Titelverteidiger Berlin Recycling Volleys. Damit qualifizierte sie sich wieder für den Europapokal. Im CEV-Pokal 2015/16 setzten sich die Dürener in der ersten Runde gegen Asul Lyon aus Frankreich und im Achtelfinale gegen das tschechische Team Jihostroj České Budějovice durch, bevor sie im Viertelfinale Sir Safety Perugia unterlagen. Im DVV-Pokal schieden die SWD Powervolleys bereits im Achtelfinale gegen die SVG Lüneburg aus. Gegen die Norddeutschen verloren sie auch das Playoff-Viertelfinale der Bundesliga, nachdem sie in der Hauptrunde den fünften Platz belegt hatten. In den Bundesliga-Playoffs 2016/17 erreichten die Dürener als Tabellenvierter das Halbfinale, in dem sie sich dem VfB Friedrichshafen geschlagen geben musste. Im DVV-Pokal 2016/17 mussten sie sich im Halbfinale vor eigenem Publikum dem TSV Herrsching geschlagen geben. In der Saison 2017/18 traten die SWD Powervolleys im CEV-Pokal an und mussten sich nach einem Erfolg gegen Abiant Groningen im Achtelfinale dem türkischen Verein Ziraat Bankası Ankara geschlagen geben. Im DVV-Pokal schieden sie ebenfalls im Achtelfinale bei den Berlin Recycling Volleys aus. Die Bundesliga-Saison endete für Düren im Playoff-Viertelfinale gegen die Hypo Tirol Alpenvolleys Haching. 2018/19 schieden die SWD Powervolleys im Pokal-Halbfinale gegen Friedrichshafen und im Playoff-Viertelfinale gegen Berlin aus. Im DVV-Pokal 2019/2020 erreichten sie mit Siegen gegen Lüneburg, Frankfurt und Rottenburg erstmals seit zehn Jahren wieder das Finale, mussten sich aber in der SAP Arena in Mannheim den Berlin Recycling Volleys mit 0:3 geschlagen geben. Beim Abbruch der Bundesliga-Saison standen sie kurz vor Ende der Hauptrunde auf dem sechsten Rang. 2020/21 schieden sie hingegen bereits im Pokal-Achtelfinale gegen die Netzhoppers Königs Wusterhausen aus. In der Bundesliga unterlagen die SWD Powervolleys im Playoff-Halbfinale gegen Berlin und wurden Dritter.

## Spielstätten

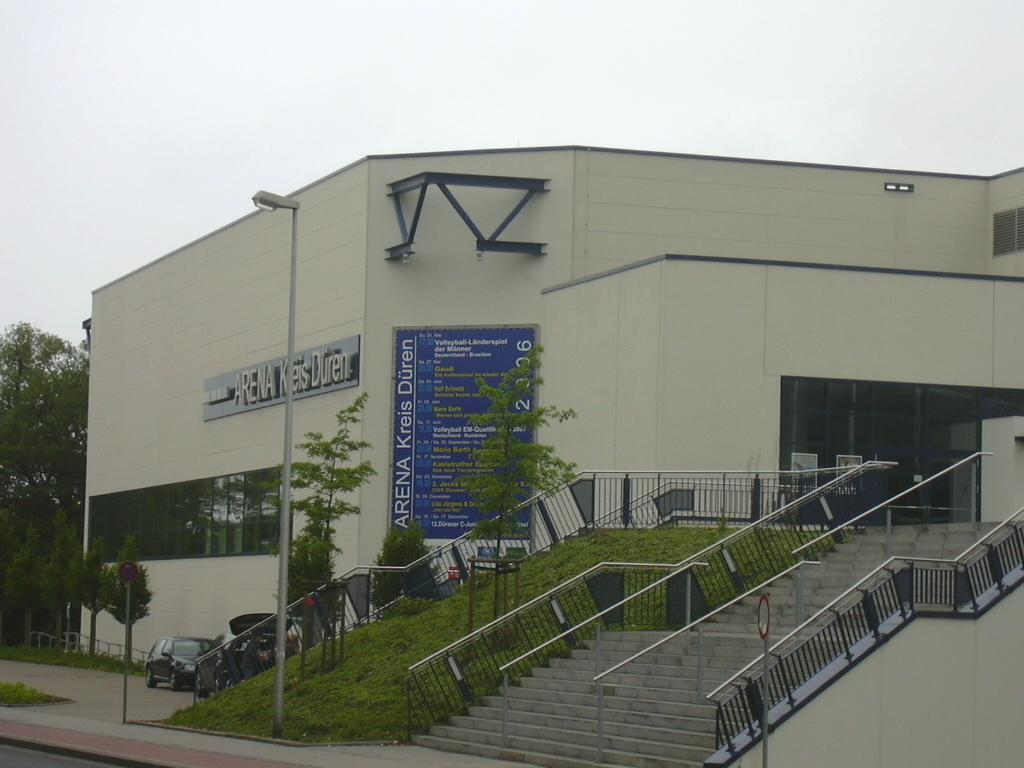
Arena Kreis Düren

Seit der Saison 2004/05 tragen die SWD Powervolleys Düren ihre Heimspiele in der Arena Kreis Düren aus, die bei Volleyball-Spielen rund 2500 Zuschauer fasst. Die multifunktionale Halle wird außerdem für andere Sportveranstaltungen, Konzerte und Auftritte von Comedians benutzt. Erste Spielstätte war die Halle des Naturwissenschaftlichen Gymnasiums (heute Gymnasium am Wirteltor). 1971 zogen die Dürener Volleyballer in die Dreifachsporthalle der Kaufmännischen Schulen um. 1996 wurde die Halle des Burgau-Gymnasiums die dritte Spielstätte, in der die Mannschaft bis zur Fertigstellung der Arena blieb.

## Fans
Der Dürener Fanclub „Moskitos“ wurde am 20. August 1996 nach dem erneuten Aufstieg in die erste Bundesliga auf Initiative von Helmut Schmitz und Hermann Notthoff gegründet. Der Name ist eine Anspielung auf den damaligen Trainer Michael Mücke. Neben der Unterstützung der Mannschaft bei Heim- und Auswärtsspielen nehmen sie jedes Jahr am Dürener Karnevalszug teil. 2007 begründeten sie mit der ersten Austragung am Dürener Badesee die deutsche Meisterschaft der Volleyball-Fanclubs, die seitdem jeden Sommer als Beachvolleyball-Turnier mit Fans aus den ersten und zweiten Ligen der Männer und Frauen ausgetragen wird. 2015 fand das Turnier erneut in Düren statt, wobei die „Moskitos“ zum ersten Mal den Titel gewannen.

## Weitere Mannschaften
Der Dürener TV, dem Stammverein der SWD Powervolleys, verfügt über zahlreiche weitere Volleyballmannschaften. Die erste Frauenmannschaft war insbesondere in den 1970er Jahren erfolgreich. 1977 schaffte sie mit Trainerin Elke Szük den Aufstieg in die Bundesliga, nahm den Platz aber nicht wahr. In der Saison 2014/15 spielten die DTV-Frauen in der Oberliga, wo sie den Klassenerhalt verpassten. Bei den Männern gelang der zweiten Mannschaft der Aufstieg in die Oberliga. Die weiteren Mannschaften der Frauen und Männer spielen auf Bezirksebene. In der weiblichen Jugend traten in der Saison 2014/15 fünf Mannschaften von der U12 bis U20 an, während beim männlichen Nachwuchs sechs Teams antraten, wobei die U16 Düren bei der westdeutschen Meisterschaft vertrat. Zur Nachwuchsförderung gründete der DTV im September 2006 außerdem die Volleyball-Akademie unter der Leitung von Andreas Peterhoff. Von 2014 bis 2020 war Thomas Schmidt der hauptamtliche Nachwuchstrainer. Unter seiner Leitung errang die männliche U14 2018 den zweiten Platz bei den Deutschen Meisterschaften in München in ihrer Altersklasse.
Die Senioren des DTV, bei denen mehrere ehemalige Bundesligaspieler mitspielen, wurden 1987 und 1997 in unterschiedlichen Altersklassen deutscher Meister. Diesen Erfolg schafften sie 2013 und 2014 erneut in der Klasse Ü53. Als deutscher Meister durften sie 2014 als deutsche Nationalmannschaft an der Senioren-Weltmeisterschaft in Las Vegas teilnehmen. 2015 wurden sie deutscher Vizemeister.

## Beachvolleyball
Auf dem Vereinsgelände des Dürener TV befindet sich die Beachvolleyball-Anlage Rurbeach47. Die Anlage entstand 1997 auf Initiative von Goswin Caro und Josef Kaulen. Sie bietet sechs Spielfelder, die jedem Interessenten offenstehen. Zur Einweihung kamen die Olympiateilnehmer Jörg Ahmann und Axel Hager nach Düren. Die SWD Powervolleys trainieren im Sommer regelmäßig auf der Anlage. 2015 fand dort der DKB Beach-Cup statt, in dessen Rahmen die Olympiasieger von 2012, Julius Brink und Jonas Reckermann zu einem Spiel gegen die ehemaligen Dürener Bundesliga-Akteure Sven Anton und Malte Holschen antraten. Seit 2019 wird die Beachanlage durch die Volleyballabteilung betrieben und heißt seitdem „DTV Beach“.